# Campionato Dilettanti Sicilia 1958-1959
Il Campionato Nazionale Dilettanti 1958-1959 è stato il V livello del campionato italiano. A carattere regionale, fu il secondo campionato dilettantistico con questo nome, e il settimo se si considera che alla Promozione fu cambiato il nome assegnandogli questo.
Questo è il girone organizzato dalla Lega Regionale Sicula per la regione Sicilia.

## Squadre partecipanti
| Squadra           | Città (provincia)              | Stagione 1957-1958 |
| ----------------- | ------------------------------ | ------------------ |
| A.S. Augusta      | Augusta (SR)                   |                    |
| A.S. Canicattì    | Canicattì (AG)                 |                    |
| A.S. Floridia     | Floridia (SR)                  |                    |
| S.S. Idria        | Francofonte (SR)               |                    |
| A.S. Igea Virtus  | Barcellona Pozzo di Gotto (ME) |                    |
| U.S. Juventina    | Palermo                        |                    |
| Pol. Licata       | Licata (AG)                    |                    |
| U.S. Mazara       | Mazara del Vallo (TP)          |                    |
| S.S. Milazzo      | Milazzo (ME)                   |                    |
| U.S. Nissena 1929 | Caltanissetta                  |                    |
| Pol. Plutia       | Piazza Armerina (EN)           |                    |
| A.S. Ribera       | Ribera (AG)                    |                    |
| A.S. Sortino      | Sortino (SR)                   |                    |
| A.S. Termitana    | Termini Imerese (PA)           |                    |
| U.S. Terranova    | Gela (CL)                      |                    |
| U.S. Vittoria     | Vittoria (RG)                  |                    |

## Classifica finale
|  | Pos. | Squadra        | Pt | G  | V  | N  | P  | GF | GS  | DR   |
|  | ---- | -------------- | -- | -- | -- | -- | -- | -- | --- | ---- |
|  | 1.   | Vittoria       | 47 | 30 | 20 | 7  | 3  | 72 | 28  | +44  |
|  | 2.   | Igea Virtus    | 45 | 30 | 19 | 7  | 4  | 72 | 20  | +52  |
|  | 2.   | Juventina      | 45 | 30 | 19 | 7  | 4  | 67 | 20  | +47  |
|  | 4.   | Milazzo        | 44 | 30 | 18 | 8  | 4  | 70 | 31  | +39  |
|  | 5.   | Canicattì      | 41 | 30 | 18 | 5  | 7  | 68 | 38  | +30  |
|  | 5.   | Megara Augusta | 41 | 30 | 18 | 5  | 7  | 57 | 36  | +21  |
|  | 7.   | Mazara         | 38 | 30 | 17 | 4  | 9  | 55 | 30  | +25  |
|  | 8.   | Floridia       | 32 | 30 | 11 | 10 | 9  | 55 | 38  | +17  |
|  | 9.   | Licata         | 30 | 30 | 12 | 6  | 12 | 59 | 52  | +7   |
|  | 10.  | Idria (-1)     | 26 | 30 | 12 | 3  | 15 | 41 | 51  | -10  |
|  | 10.  | Nissena        | 26 | 30 | 12 | 2  | 16 | 54 | 69  | -15  |
|  | 12.  | Plutia         | 23 | 30 | 10 | 3  | 17 | 46 | 59  | -13  |
|  | 13.  | Terranova      | 20 | 30 | 7  | 6  | 17 | 35 | 64  | -29  |
|  | 14.  | Ribera (-3)    | 8  | 30 | 5  | 1  | 24 | 25 | 75  | -50  |
|  | 15.  | Termitana (-2) | 4  | 30 | 3  | 0  | 27 | 14 | 70  | -56  |
|  | 16.  | Sortino (-1)   | 1  | 30 | 1  | 0  | 29 | 12 | 125 | -113 |

Legenda:

      Ammesso alle finali nazionali.
      Retrocesso in Seconda Categoria.
Note:

Due punti a vittoria, uno a pareggio, zero a sconfitta.

### Verdetti finali
- Vittoria qualificato alle finali del Campionato Nazionale Dilettanti.
- Termitana e Sortino, retrocesse in Seconda Categoria 1959-1960, furono in seguito riammesse per allargamento dei quadri del campionato di Prima Categoria Siculo.